# Rally di Catalogna 2011
Il Rally di Catalogna 2011, formalmente 47° Rally RACC Catalunya - Costa Daurada e denotato come RACC Rally de España, è stato il dodicesimo rally del campionato del mondo rally 2011. Le prove si sono svolte dal 21 al 23 ottobre, e la città di partenza è stata Salou, in Catalogna. Il rally è stato inoltre l'ottava ed ultima tappa del campionato mondiale rally Super 2000 e la sesta del campionato mondiale rally produzione.
Il rally è stato vinto dal leader della classifica mondiale Sébastien Loeb, che ha raggiunto la sua quinta vittoria stagionale e la sessantasettesima della sua carriera, dopo aver preso il comando della gara al termine della prima giornata della competizione e mantenendola al fine di estendere il suo vantaggio in classifica sugli immediati inseguitori, alle porte dell'ultima prova stagionale che si disputa in Galles. Così facendo, il francese ha inoltre assicurato il settimo titolo costruttori per il team Citroën. Il rivale di Loeb per il titolo mondiale, Mikko Hirvonen, ha terminato il rally in seconda posizione in seguito al gioco di squadra adottato del team Ford che ha fatto acquisire volontariamente una penalità di due minuti a Jari-Matti Latvala con lo scopo di far guadagnare il massimo dei punti possibili ad Hirvonen. Latvala dopo aver condotto la classifica generale provvisoria del rally, è incappato in una foratura durante la sesta speciale che gli ha fatto perdere quasi cinquanta secondi, ritardo che non è stato in grado di sanare nelle restanti frazioni di gara; dato che non era in grado di scavalcare Loeb, il team ha aptato per scambiare le posizioni dei suoi due piloti.
Nel SWRC Juho Hänninen si è imposto con il miglior tempo complessivo della categoria ed il decimo in classifica generale, così è riuscito a conquistare il titolo di campione del mondo Super 2000, con venti punti di vantaggio sull'estone Ott Tänak; quest'ultimo ha accumulato nella prima giornata del rally un ritardo di circa mezz'ora sul leader della categoria a causa di un incidente durante la prima speciale.
Nel campionato mondiale produzione Patrik Flodin ha ingaggiato un lungo duello con Michał Kościuszko nelle prove finali del rally, ma lo svedese per appena due secondi è riuscito ad imporsi, guadagnando venticinque punti mondiali. Hayden Paddon, già sicuro della vittoria del mondiale, alla pari di Tänak si è dovuto fermare durante la speciale d'apertura, a causa di un problema elettrico riguardo l'acceleratore. L'italiano Gianluca Linari che ha partecipato in questa categoria, ha occupato per gran parte della durata della competizione la settima posizione, fino a quando, nella quindicesima speciale, un incidente non gli ha più permesso di continuare il rally. Anche Lorenzo Bertelli con il suo co-pilota Lorenzo Granai ha disputato il rally di Spagna e, dopo aver iniziato in sordina occupando le posizioni oltre la quarantesima, ha recuperato progressivamente in classifica fino alla sorprendente ventiseiesima posizione generale.

## Resoconto WRC
Il leader della classifica mondiale Sébastien Loeb non aspetta ad infliggere pesanti ritardi agli avversari e subito dopo la prima speciale si issa al comando con quindici secondi di vantaggio su Hirvonen e diciotto su Ogier; durante questa prova si registrano diversi incidenti, tra i quali la perdita di una ruota dalla vettura di Petter Solberg avvenuta dopo un impatto violento causato da un'errata traiettoria. Anche lo statunitense Ken Block non è fortunato durante la prova d'apertura infatti registra la rottura della colonna dello sterzo causata anch'essa da un precedente impatto. Nelle due successive prove i distacchi sono piuttosto contenuti e Sébastien Ogier in entrambe fa segnare il miglior tempo, avvicinandosi alla leadership del suo compagno di squadra; nella seconda di queste, il finlandese Kimi Räikkönen è costretto al ritiro per una perdita di carburante. La quarta prova speciale è la prima vinta da Jari-Matti Latvala il quale infliggendo più di tredici secondi a Loeb, si installa in cima alla classifica provvisoria; anche nella quinta speciale è Latvala ad essere il più rapido mentre il francese Ogier è rallentato notevolmente da una foratura che gli causa un ritardo di quasi due minuti. Durante la prova serale, la speciale numero sei, Latvala colpisce delle rocce e accusa una foratura allo pneumatico anteriore destro, questo incidente gli costa la prima posizione in classifica, che viene occupata nuovamente da Loeb. Terminato il primo giorno del rally, il campione mondiale in carica dispone di un vantaggio pari a trenta secondi su Latvala, di cinquantaquattro su Hirvonen e di un minuto e quarantacinque secondi su Ogier.
Il giorno seguente si apre con il miglior tempo di Loeb, seguito a pochi secondi da Latvala mentre Ogier è invece costretto ad un'altra foratura ma in questa occasione decide di cambiare la ruota, accumulando un ritardo di oltre un minuto e mezzo; l'ottava speciale viene vinta dal leader della classifica mentre nelle due prove successive è Latvala ad imporsi sui suoi avversari. La decima prova speciale costa ben quattro minuti di ritardo all'olandese Peter Van Merksteijn che subisce un'improvvisa perdita di pressione da una gomma; inoltre la lunghezza di 46 km di questa speciale non può far altro che amplificare il suo distacco dalla zona punti. La speciale numero dodici è vinta da Dani Sordo su Mini, mentre in quella successiva i piloti del Ford World Rally Team si classificano nelle prime due posizioni. Sébastien Loeb al termine della seconda di tre frazioni, avendo perso solo tre secondi su Latvala in questo secondo gruppo di speciali, mantiene la prima posizione con ventisette secondi di vantaggio; in terza posizione si trova Mikko Hirvonen, ancora privo di vittorie in queste dodici speciali, con un minuto e cinquantadue secondi di ritardo. Dani Sordo grazie alla doppia foratura di Ogier, si trova in quarta posizione proprio davanti al francese del team Citroën che precede Kris Meeke di venti secondi.
Nella prima delle ultime sei speciali del rally la coppia del team Citroën si posiziona davanti alla coppia rivale del team Ford ma i ritardi che si registrano non sono assolutamente di rilievo; Mikko Hirvonen si dimostra invece il più veloce nella prova numero quattordici, della lunghezza di 20 km, precedendo gli altri tre piloti di punta. Loeb torna a far segnare il tempo più rapido nella speciale successiva, che è quella programmata per la power stage conclusiva, e mantiene un margine di sicurezza di oltre mezzo minuto su Latvala. Vincendo la speciale Santa Marina 2, Sébastien Ogier insida in modo deciso la posizione di Dani Sordo che in queste ultime prove perde gradualmente nei confronti del francese, ora a quattordici secondi di distacco. La diciassettesima e penultima speciale di questo rally, viene vinta dal finlandese Latvala che, non essendo riuscito a recuperare il margine creatosi tra sé e Loeb, accetta di lasciare la sua seconda posizione al compagno di squadra facendosi comminare una penalità di due minuti, al fine di far guadagnare il maggior numero di punti a Hirvonen. Sébastien Ogier è invece vittima di un problema al motore che non gli permette di concludere i 20 km della prova ed è costretto ad abbandonare la vettura lungo il percorso; anche Matthew Wilson non è in grado di portare a termine il rally a causa della perdita di una ruota. La power stage che conclude il rally viene vinta a sorpresa dal pilota della Mini Kris Meeke che precede si soli due decimi il compagno di squadra Dani Sordo; l'ultimo punto iridato che viene assegnato al terzo classificato se lo aggiudica Sébastien Loeb, dato che Hirvonen ha fatto registrare solo il sesto tempo e Latvala, forse per un errore di valutazione, ha rallentato davanti al traguardo per segnare un tempo superiore a quello del suo compagno. Ad una sola prova mondiale al termine della stagione, Loeb ha accumulato un vantaggio di otto punti su Hirvonen e di ventinove punti sul suo compagno di squadra, ormai impossibilitato a vincere il titolo.

## Risultati

### Classifica
| Pos       | Pilota               | Co-pilota            | Auto                           | Tempo     | Distacco | Punti    |
| Generale  | Generale             | Generale             | Generale                       | Generale  | Generale | Generale |
| --------- | -------------------- | -------------------- | ------------------------------ | --------- | -------- | -------- |
| 1.        | Sébastien Loeb       | Daniel Elena         | Citroën DS3 WRC                | 4:05:39.3 | 0.0      | 26       |
| 2.        | Mikko Hirvonen       | Jarmo Lehtinen       | Ford Fiesta RS WRC             | 4:07:46.2 | 2:06.9   | 18       |
| 3.        | Jari-Matti Latvala   | Miikka Anttila       | Ford Fiesta RS WRC             | 4:08:11.7 | 2:32.4   | 15       |
| 4.        | Dani Sordo           | Carlos del Barrio    | Mini John Cooper Works WRC     | 4:09:03.4 | 3:24.1   | 14       |
| 5.        | Kris Meeke           | Paul Nagle           | Mini John Cooper Works WRC     | 4:10:54.3 | 5:15.0   | 13       |
| 6.        | Mads Østberg         | Jonas Andersson      | Ford Fiesta RS WRC             | 4:11:33.5 | 5:54.2   | 8        |
| 7.        | Evgeny Novikov       | Denis Giraudet       | Citroën DS3 WRC                | 4:15:11.1 | 9:31.8   | 6        |
| 8.        | Henning Solberg      | Ilka Minor           | Ford Fiesta RS WRC             | 4:15:19.4 | 9:40.1   | 4        |
| 9.        | Dennis Kuipers       | Frédéric Miclotte    | Ford Fiesta RS WRC             | 4:16:53.1 | 11:13.8  | 2        |
| 10.       | Juho Hänninen        | Mikko Markkula       | Škoda Fabia S2000              | 4:19:28.5 | 13:49.2  | 1        |
| SWRC      |                      |                      |                                |           |          |          |
| 1. (10.)  | Juho Hänninen        | Mikko Markkula       | Škoda Fabia S2000              | 4:19:28.5 | 0.0      | 25       |
| 2. (11.)  | Nasser Al-Attiyah    | Giovanni Bernacchini | Ford Fiesta S2000              | 4:19:43.4 | 14.9     | 18       |
| 3. (13.)  | Martin Prokop        | Jan Tománek          | Ford Fiesta S2000              | 4:20:26.2 | 57.7     | 15       |
| 4. (15.)  | Craig Breen          | Gareth Roberts       | Ford Fiesta S2000              | 4:21:48.7 | 2:20.2   | 12       |
| 5. (18.)  | Hermann Gassner Jr.  | Timo Gottschalk      | Škoda Fabia S2000              | 4:24:30.6 | 5:02.1   | 10       |
| 6. (27.)  | Ott Tänak            | Kuldar Sikk          | Ford Fiesta S2000              | 4:49:41.2 | 30:12.7  | 8        |
| 7. (28.)  | Karl Kruuda          | Martin Järveoja      | Škoda Fabia S2000              | 4:50:29.9 | 31:01.4  | 6        |
| 8. (40.)  | Albert Llovera       | Diego Vallejo        | Abarth Grande Punto S2000      | 5:12:07.6 | 52:39.1  | 4        |
| PWRC      |                      |                      |                                |           |          |          |
| 1. (21.)  | Patrik Flodin        | Göran Bergsten       | Subaru Impreza WRX STI         | 4:29:40.7 | 0.0      | 25       |
| 2. (22.)  | Michał Kościuszko    | Maciej Szczepaniak   | Mitsubishi Lancer Evolution X  | 4:29:42.7 | 2.0      | 18       |
| 3. (24.)  | Benito Guerra        | Borja Rozada         | Mitsubishi Lancer Evolution X  | 4:39:26.2 | 9:45.5   | 15       |
| 4. (29.)  | Bader Al Jabri       | Stephen McAuley      | Subaru Impreza WRX STI         | 4:50:47.3 | 21:06.6  | 12       |
| 5. (30.)  | Oleksandr Saliuk Jr. | Pavlo Cherepin       | Mitsubishi Lancer Evolution IX | 4:52:48.0 | 23:07.3  | 10       |
| 6. (31.)  | Nicolás Fuchs        | Cándido Carerra      | Mitsubishi Lancer Evolution X  | 4:53:58.4 | 24:17.7  | 8        |
| 7. (32.)  | Valeriy Gorban       | Andrey Nikolayev     | Mitsubishi Lancer Evolution IX | 4:55:48.4 | 26:07.7  | 6        |
| 8. (34.)  | Hayden Paddon        | John Kennard         | Subaru Impreza WRX STI         | 5:01:04.1 | 31:23.4  | 4        |
| 9. (35.)  | Oleksiy Kikireshko   | Sergey Larens        | Mitsubishi Lancer Evolution IX | 5:06:47.2 | 37:06.5  | 2        |
| 10. (36.) | Martin Semerád       | Michal Ernst         | Mitsubishi Lancer Evolution IX | 5:07:04.3 | 37:23.6  | 1        |

### Prove speciali
| Giorno                  | Prova | Ora   | Nome                               | Lunghezza | Vincitore          | Tempo   | V. media    | Leader del rally   |
| ----------------------- | ----- | ----- | ---------------------------------- | --------- | ------------------ | ------- | ----------- | ------------------ |
| Frazione 1 (21 ottobre) | PS1   | 8:43  | Pesells 1                          | 25.74 km  | Sébastien Loeb     | 15:18.7 | 100.86 km/h | Sébastien Loeb     |
| Frazione 1 (21 ottobre) | PS2   | 9:51  | Terra Alta 1                       | 35.94 km  | Sébastien Ogier    | 23:49.4 | 90.52 km/h  | Sébastien Loeb     |
| Frazione 1 (21 ottobre) | PS3   | 11:29 | Les Garrigues 1                    | 18.50 km  | Sébastien Ogier    | 13:14.7 | 83.81 km/h  | Sébastien Loeb     |
| Frazione 1 (21 ottobre) | PS4   | 16:42 | Pesells 2                          | 25.74 km  | Jari-Matti Latvala | 14:42.2 | 105.04 km/h | Jari-Matti Latvala |
| Frazione 1 (21 ottobre) | PS5   | 17:50 | Terra Alta 2                       | 35.94 km  | Jari-Matti Latvala | 23:19.4 | 92.46 km/h  | Jari-Matti Latvala |
| Frazione 1 (21 ottobre) | PS6   | 19:28 | Les Garrigues 2                    | 18.50 km  | Sébastien Loeb     | 13:14.5 | 83.83 km/h  | Sébastien Loeb     |
| Frazione 2 (22 ottobre) | PS7   | 9:40  | El Priorat 1                       | 45.97 km  | Sébastien Loeb     | 25:35.9 | 107.75 km/h | Sébastien Loeb     |
| Frazione 2 (22 ottobre) | PS8   | 11:08 | Riba-roja d'Ebre 1                 | 12.27 km  | Sébastien Loeb     | 8:06.9  | 90.72 km/h  | Sébastien Loeb     |
| Frazione 2 (22 ottobre) | PS9   | 11:33 | Punta de les Torres 1              | 13.53 km  | Jari-Matti Latvala | 7:05.7  | 114.42 km/h | Sébastien Loeb     |
| Frazione 2 (22 ottobre) | PS10  | 14:48 | El Priorat 2                       | 45.97 km  | Jari-Matti Latvala | 25:39.1 | 107.53 km/h | Sébastien Loeb     |
| Frazione 2 (22 ottobre) | PS11  | 16:16 | Riba-roja d'Ebre 2                 | 12.27 km  | Dani Sordo         | 8:12.3  | 89.73 km/h  | Sébastien Loeb     |
| Frazione 2 (22 ottobre) | PS12  | 16:41 | Punta de les Torres 2              | 13.53 km  | Jari-Matti Latvala | 7:04.2  | 114.82 km/h | Sébastien Loeb     |
| Frazione 3 (23 ottobre) | PS13  | 7:02  | Santa Marina 1                     | 26.51 km  | Sébastien Ogier    | 15:55.3 | 99.90 km/h  | Sébastien Loeb     |
| Frazione 3 (23 ottobre) | PS14  | 8:22  | La Mussara 1                       | 20.48 km  | Mikko Hirvonen     | 11:13.6 | 109.45 km/h | Sébastien Loeb     |
| Frazione 3 (23 ottobre) | PS15  | 9:12  | Coll de la Teixeta 1               | 4.32 km   | Sébastien Loeb     | 2:37.0  | 99.06 km/h  | Sébastien Loeb     |
| Frazione 3 (23 ottobre) | PS16  | 11:39 | Santa Marina 2                     | 26.51 km  | Sébastien Ogier    | 15:37.9 | 101.75 km/h | Sébastien Loeb     |
| Frazione 3 (23 ottobre) | PS17  | 12:59 | La Mussara 2                       | 20.48 km  | Jari-Matti Latvala | 11:09.6 | 110.11 km/h | Sébastien Loeb     |
| Frazione 3 (23 ottobre) | PS18  | 14:11 | Coll de la Teixeta 2 (Power stage) | 4.32 km   | Kris Meeke         | 2:45.7  | 93.86 km/h  | Sébastien Loeb     |

### Power Stage
La "Power stage" è stata una prova in diretta televisiva della lunghezza di 4.20 km, che si è disputata alla fine del rally vicino a Pradell de la Teixeta.
| Pos | Pilota         | Tempo  | Distacco | V. media   | Punti |
| --- | -------------- | ------ | -------- | ---------- | ----- |
| 1   | Kris Meeke     | 2:45.7 | 0.0      | 93.86 km/h | 3     |
| 2   | Dani Sordo     | 2:45.9 | 0.2      | 93.74 km/h | 2     |
| 3   | Sébastien Loeb | 2:50.6 | 4.9      | 91.16 km/h | 1     |

## Classifiche Mondiali

### Piloti
| Pos | Pilota                   | Punti |
| --- | ------------------------ | ----- |
| 1   | Sébastien Loeb           | 222   |
| 2   | Mikko Hirvonen           | 214   |
| 3   | Sébastien Ogier          | 193   |
| 4   | Jari-Matti Latvala       | 146   |
| 5   | Petter Solberg           | 110   |
| 6   | Mads Østberg             | 70    |
| 7   | Dani Sordo               | 57    |
| 8   | Matthew Wilson           | 53    |
| 9   | Henning Solberg          | 44    |
| 10  | Kimi Räikkönen           | 34    |
| 11  | Federico Villagra        | 20    |
| 12  | Dennis Kuipers           | 17    |
| 13  | Khalid Al Qassimi        | 15    |
| 14  | Juho Hänninen            | 14    |
| 15  | Kris Meeke               | 13    |
| 16  | Hayden Paddon            | 10    |
| 17  | Ott Tänak                | 7     |
| 18  | Martin Prokop            | 7     |
| 19  | Evgeny Novikov           | 6     |
| 20  | Per-Gunnar Andersson     | 6     |
| 21  | Michał Kościuszko        | 6     |
| 22  | Ken Block                | 4     |
| 23  | Armindo Araújo           | 4     |
| 24  | Oleksandr Saliuk Jr.     | 4     |
| 25  | Benito Guerra            | 2     |
| 26  | Peter Van Merksteijn Jr. | 2     |
| 27  | Pierre Campana           | 2     |
| 28  | Bernardo Sousa           | 1     |
| 29  | Patrik Flodin            | 1     |

### Costruttori
| Pos | Team                                  | Punti |
| --- | ------------------------------------- | ----- |
| 1   | Citroën Total World Rally Team        | 397   |
| 2   | Ford Abu Dhabi World Rally Team       | 351   |
| 3   | M-Sport Stobart Ford World Rally Team | 145   |
| 4   | Petter Solberg World Rally Team       | 98    |
| 5   | FERM Power Tools World Rally Team     | 44    |
| 6   | Team Abu Dhabi                        | 42    |
| 7   | Munchi's Ford World Rally Team        | 38    |
| 8   | Monster World Rally Team              | 19    |
| 9   | Van Merksteijn Motorsport             | 16    |
| 10  | Brazil World Rally Team               | 3     |
|     | ICE 1 Racing                          | SQ    |

### Piloti S-WRC
| Pos | Pilota              | Punti |
| --- | ------------------- | ----- |
| 1   | Juho Hänninen       | 133   |
| 2   | Ott Tänak           | 113   |
| 3   | Martin Prokop       | 106   |
| 4   | Bernardo Sousa      | 67    |
| 5   | Hermann Gassner Jr. | 65    |
| 6   | Karl Kruuda         | 64    |
| 7   | Nasser Al-Attiyah   | 56    |
| 8   | Eyvind Brynildsen   | 34    |
| 9   | Albert Llovera      | 18    |
| 10  | Craig Breen         | 12    |
| 11  | Julien Maurin       | 8     |
| 12  | Juha Salo           | 4     |
| 13  | Felix Herbold       | 2     |
|     | Frigyes Turán       | SQ    |

### Piloti P-WRC
| Pos | Pilota               | Punti |
| --- | -------------------- | ----- |
| 1   | Hayden Paddon        | 104   |
| 2   | Patrik Flodin        | 59    |
| 3   | Michał Kościuszko    | 53    |
| 4   | Martin Semerád       | 51    |
| 5   | Benito Guerra        | 47    |
| 6   | Valeriy Gorban       | 44    |
| 7   | Oleksandr Saliuk Jr. | 39    |
| 8   | Nicolàs Fuchs        | 35    |
| 9   | Jukka Ketomäki       | 30    |
| 10  | Dmitry Tagirov       | 25    |
| 11  | Gianluca Linari      | 22    |
| 12  | Jarkko Nikara        | 18    |
| 13  | Bader Al Jabri       | 15    |
| 14  | Mikko Pajunen        | 8     |
| 15  | Majed Al Shamsi      | 8     |
| 16  | Ezequiel Campos      | 6     |
| =   | Brendan Reeves       | 6     |
| 18  | Oleksiy Kikireshko   | 6     |
| 19  | Nathan Quinn         | 4     |
| 20  | Harry Hunt           | 2     |